# Nephrotoma imerina
Nephrotoma imerina är en tvåvingeart som beskrevs av Alexander 1920. Nephrotoma imerina ingår i släktet Nephrotoma och familjen storharkrankar.
Artens utbredningsområde är Madagaskar. Inga underarter finns listade i Catalogue of Life.